# Henry Marchant

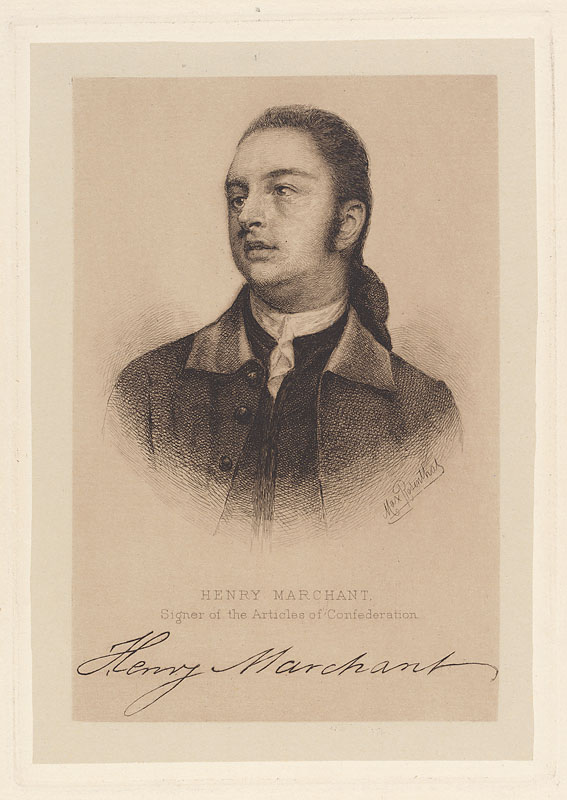
Henry Marchant

Henry Marchant (* 9. April 1741 auf Martha’s Vineyard, Province of Massachusetts Bay; † 30. August 1796 in Newport, Rhode Island) war ein amerikanischer Rechtsanwalt, Richter und Politiker.

## Werdegang
Marchant besuchte die Schule in Newport. Dann graduierte er 1762 am Philadelphia College (heute University of Pennsylvania). Anschließend studierte er Jura, wurde 1767 als Anwalt zugelassen und praktizierte dann in Newport. Er bekleidete von 1771 bis 1777 die Stellung des Attorney General von Rhode Island. Danach gehörte er von 1777 bis 1779 als Delegierter dem Kontinentalkongress an. In dieser Zeit unterzeichnete er auch die Konföderationsartikel. 1789 war er Delegierter bei der Rhode Island State Convention für die Annahme der US-Verfassung. Dann war er von 1790 bis 1796 als Richter am Bundesbezirksgericht für den Distrikt Rhode Island tätig. Er starb 1796 in Newport und wurde auf dem Common Burial Ground beigesetzt.
Die Farm von Henry Marchant lag in South Kingstown, Rhode Island.

## Denkwürdige Urteile
- West v. Barnes (1791), der erste Fall, bei dem Berufung vor dem U.S. Supreme Court eingelegt wurde